# Liste der japanischen Botschafter in Peru

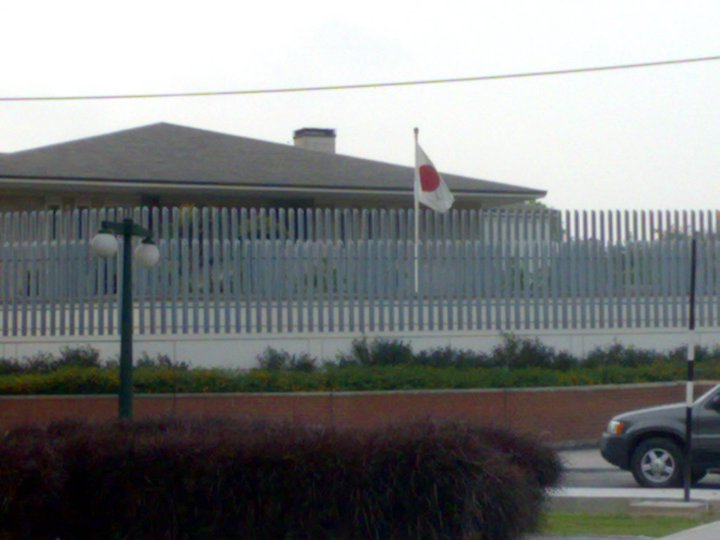
Die Botschaft befindet sich in Lima.

| Ernennung / Akkreditierung | Botschafter            | Japanische Schrift | Bemerkungen | ernannt während der Regierung von | akkreditiert während der Regierung von | Posten verlassen |
| -------------------------- | ---------------------- | ------------------ | --- | --------------------------------- | -------------------------------------- | ---------------- |
| 1897                       | Yoshiaya Murota        | 室田義文           | | Matsukata Masayoshi               | Manuel Candamo                         | 1900             |
| 1900                       | Sato Aimaro            | 佐藤愛麿           | | Itō Hirobumi                      | Eduardo López de Romaña                | 1902             |
| 1902                       | Sugimura Toraichi      | 杉村虎一           | | Katsura Tarō                      | Eduardo López de Romaña                | 1906             |
| 1906                       | Arakawa mi-ji          | 荒川巳次           | | Saionji Kimmochi                  | Serapio Calderón                       | 1908             |
| 1908                       | Hioki Eki              | 日置益             | | Katsura Tarō                      | Augusto B. Leguía y Salcedo            | 1914             |
| 1914                       | Kondo Sunaokichi       | 近藤愿吉           | | Ōkuma Shigenobu                   | Oscar R. Benavides                     |                  |
| 1914                       | Iijima Kametaro        | 飯島亀太郎         | (* November 1897 in Tokio) vormals erster Sekretär der japanischen Legation in Chile | Ōkuma Shigenobu                   | Oscar R. Benavides                     | 1917             |
| 1917                       | Tatsuki Nana Futoshi   | 田付七太           | | Terauchi Masatake                 | José Pardo y Barreda                   |                  |
| 1917                       | Amari Zoji             | 甘利造次           | (* Dezember 1876 in der Präfektur Shizuoka) ehemaliger erster Sekretär der japanischen Legation in Peru; Career: passed the Examination for Student Abroad of Foreign Dept., March, 1894. Sent to Mexico for study, June 1894; Councillor of Japanese Legation in Mexico. April, 1901 ; transferred to Manila, May, 1899; to Italy, Oct., 1901 ; to Paris, Dec, 1903 ; the 2nd Class Translator of Japanese Legation in Rio de Janeiro, Brazil, July, 1909; in Santiago, Chile April 1009: the 1st Class Translator of Legation there | Terauchi Masatake                 | José Pardo y Barreda                   | 1921             |
| 1921                       | Shimizu TadashiSaburo  | 清水精三郎         | | Takahashi Korekiyo                | Augusto B. Leguía y Salcedo            | 1925             |
| 1925                       | Yamazaki Kaoruichi     | 山崎馨一           | | Kiyoura Keigo                     | Augusto B. Leguía y Salcedo            | 1929             |
| 1929                       | Saburō Kurusu          | 来栖三郎 (外交官)  | | Hamaguchi Osachi                  | Augusto B. Leguía y Salcedo            | 1933             |
| 1933                       | Yoshiharu Murakami     | 村上義温           | (* April 1889 in der Präfektur Ishikawa) Sohn von Yoshiuori Murakami. Murakami, Yoshiharu Murakami, Yoshiharu — Envoy Extroadinary and Minister Plenipotentiary to Peru; b. Apr., 1889 in Ishikawa-ken; s. of Yoshiuori Murakami. Career: grad., Kobe Higher Com. School, 1910; apptd. Sec. Embassy at London; Consul and Commt. Kwantung Govt. | Saitō Makoto                      | Oscar R. Benavides                     | 1938             |
| 1938                       | Kitada Seimoto         | 北田正元           | Schwiegersohn von Hamaguchi Osachi | Hayashi Senjūrō                   | Oscar R. Benavides                     | 1940             |
| März 1941                  | Ryūki Sakamoto         | 龍騎坂本           | cónsul Masaki Yodogawa, nombrado en noviembre de 1940 | Konoe Fumimaro                    | Manuel Prado y Ugarteche               |                  |
| 1953                       | Takeo Ozawa            | 武雄小沢           | Konsul: Minoru Takada | Yoshida Shigeru                   | Zenón Noriega Agüero                   |                  |
| 28. Feb. 1956              | Kohei Teraoka          | 康平寺岡           | 15. Mai 1957 die Auslandsvertretung wurde zur Botschaft aufgewertet. | Ishibashi Tanzan                  | Manuel Prado y Ugarteche               |                  |
| 14. Juni 1957              | Kohei Teraoka          | 康平寺岡           | credentials as Ambassador. https://books.google.de/books?id=Zo0sAAAAMAAJ&q=%22Kohei+Teraoka%22&dq=%22Kohei+Teraoka%22&hl=de&sa=X&ei=4uy_U6uuD6av7AaQ84HoDg&redir_esc=y | Kishi Nobusuke                    | Manuel Prado y Ugarteche               |                  |
| 1958                       | Kazuichi Miura         | 和一三浦           | | Kishi Nobusuke                    | Manuel Prado y Ugarteche               |                  |
| 20. Feb. 1961              | Fumio Miura            | 文雄三浦           | (* 1898) | Ikeda Hayato                      | Manuel Prado y Ugarteche               | 1964             |
| 1970                       | Tatsuo Ban             | 達夫禁止           | | Satō Eisaku                       | Juan Velasco Alvarado                  |                  |
| 1981                       | Eijiro Noda            | 野田英二郎         | 1977–1979 Generalkonsul in Hongkong, 1979–1981: Botschafter in Hanoi. 1983–1987: Leiter der Botschafterschule, 1987–1990: Botschafter in Neu Delhi | Suzuki Zenkō                      | Fernando Belaúnde Terry                | 1983             |
| 1989                       | Masaki Seo             | 正樹ソ             | | Kaifu Toshiki                     | Alan García Pérez                      |                  |
| 1994                       | Aoki Morihisa          | 青木盛久           | (* 23. November 1938) Urenkel von Aoki Shūzō, Geiselnahme in der japanischen Botschaft Lima 1996 | Murayama Tomiichi                 | Alberto Fujimori                       | 1997             |
| 1997                       | Konishi Yoshizo        | 小西芳三           | | Hashimoto Ryūtarō                 | Alberto Fujimori                       | 2000             |
| 2000                       | Takashi Kiya           | 木谷隆             | | Mori Yoshirō                      | Valentin Paniagua                      | 2002             |
| 2002                       | Narita Yubun           | 成田右文           | Yubun Narita | Koizumi Jun’ichirō                | Alejandro Toledo Manrique              | 2005             |
| 2005                       | Ishida Hitoshi Hiroshi | 石田仁宏           | (* 1946) 2003–2005: Generalkonsul in Sao Paulo, 2008–2012: Botschafter in Buenos Aires. | Koizumi Jun’ichirō                | Alejandro Toledo Manrique              | 2008             |
| 2008                       | Megata Shūichirō       | 目賀田周一郎       | (* 25. Juli 1950) 207-2011: Botschafter in Mexiko-Stadt | Asō Tarō                          | Alan García                            | 2011             |
| 13. Mai 2011               | Masahiro Fukukawa      | 福川正浩           | | Yoshihiko Noda                    | Alan García                            | 2014             |
| 2014                       | Kabuni Tatsuya         | 株丹達也           | | Shinzō Abe                        | Ollanta Humala                         |                  |